# Шпербер, Карел
Карел Шпербер, чеш. Karel Sperber (1910, Тахов, Австро-Венгрия — 1957, Аккра, Гана) — чехословацкий хирург еврейского происхождения; узник нескольких нацистских концлагерей, совершивший успешный побег из лагеря Бухенвальд. Офицер Ордена Британской Империи (OBE).

## Биография
Карел Шпербер родился в Тахове, Западная Богемия, в 1910 году в еврейской семье. Обучался медицине в Праге (Карлов университет) и Вене.
В 1939 году после вторжения Германии в Чехословакию в 1938 году Шпербер бежал в Великобританию. Однако, не имея британского гражданства, Шпербер не мог заниматься медициной в Великобритании, поэтому он устроился корабельным врачом на британское торгово-пассажирское судно Automedon.
11 ноября 1940 года его корабль был атакован и потоплен немецким вспомогательным крейсером «Атлантис» недалеко от Суматры. Шпербер и другие выжившие члены экипажа корабля были доставлены сначала в плавучую тюрьму норвежского танкера «Storstad», а затем в Бордо.
Последовательно содержался в нескольких лагерях для военнопленных, в том числе в Stalag X-B, где работал врачом и спас жизнь многим британским заключённым в период, когда там произошла вспышка эпидемии тифа.
13 декабря 1942 года Шпербер был депортирован в Освенцим как еврейский заключённый, хотя, согласно Женевской конвенции, он должен был содержаться как военнопленный. По прибытии получил лагерный номер 82512.
В Освенциме Шпербер был назначен в медицинскую службу лагеря и работал с рядом нацистских врачей, включая Йозефа Менгеле, Эдуарда Виртса и Фридриха Энтресса. Кроме того, он был вынужден помогать врачу СС Карлу Клаубергу в экспериментах по стерилизации еврейских женщин.
В 1944 году его направили на работу в лазарет заключённых концлагеря Моновиц, одного из сублагерей Освенцима, откуда 18 января 1945 года перегнали маршем смерти в концлагерь Бухенвальд. Шпербер работал лагерным врачом в Бухенвальде до начала весны 1945 года. Известно, что в этот период он смог совершить побег из лагеря, после чего прятался в лесу, пока 1 апреля 1945 года его не обнаружили американские войска.
После войны Шпербер вернулся в Великобританию. В декабре 1945 года он направил британским властям по военным преступлениям показания о зверствах, свидетелем которых он был в Освенциме; эти показания впоследствии были использованы на Нюрнбергском процессе.
В 1946 году он был награждён Орденом Британской империи за медицинскую помощь, оказанную военнопленным. В 1948 году получил британское гражданство.
Карел Шпербер снова стал корабельным врачом и работал в Британской колониальной медицинской службе на Цейлоне (ныне Шри-Ланка), а затем в Гане.
В 1957 году умер в Аккре от лимфомы Ходжкина.